# Leo Finzi

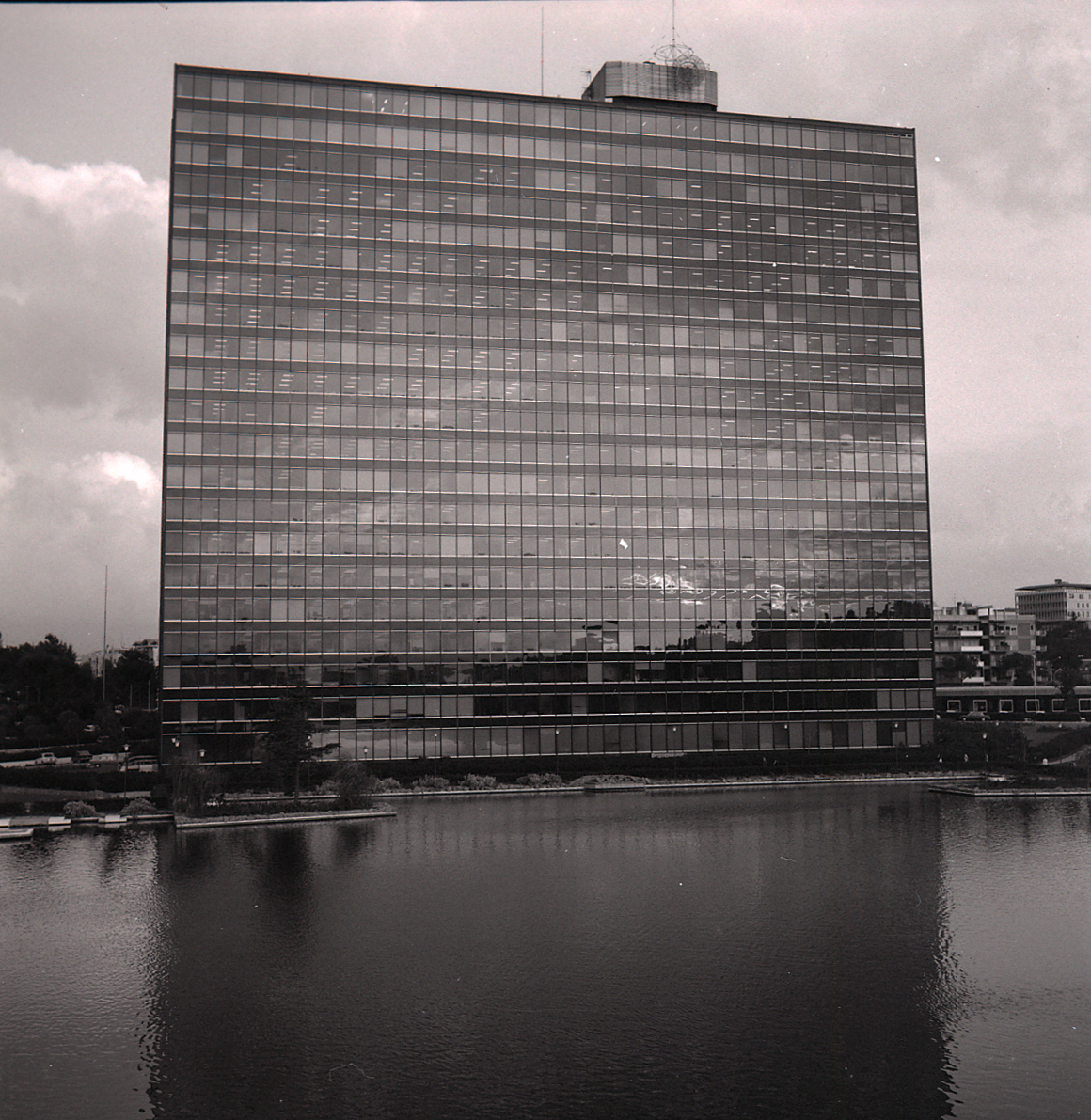
Palazzo ENI, Rom

Leo Finzi (* 24. September 1924 in Mailand; † 23. Juni 2002 ebenda) war ein italienischer Bauingenieur.
Finzi studierte am Polytechnikum Mailand mit dem Laurea-Abschluss 1946 und habilitierte sich 1954. Ab 1958 war er Professor für Bauingenieurwesen am Polytechnikum in Mailand, wo er 1973 bis 1976 die Bauingenieursfakultät leitete.
Er befasste sich sowohl mit Stahlbeton als auch mit Stahlbau, veröffentlichte zur Dynamik und Stabilität von Baukonstruktionen und befasste sich mit theoretischen und experimentellen Untersuchungen zur Elastizitäts- und Plastizitätstheorie und Thermoelastizität. Er gehörte zur Kommission für den Eurocode 3 (Stahlbau).
Zu seinen Bauten gehört der Palazzo ENI in Rom (1959 bis 1962, Verwaltungsgebäude der ENI) und deren Verwaltungsgebäude in San Donato Milanese, die Kuppel beim Palasport di Genova und der Umbau des Stadio Giuseppe Meazza in Mailand.
Von ihm stammen Vorschläge für eine Brücke über die Straße von Messina (als Hängebrücke mit zwei großen Pylonen) und er war im Komitee für den Schiefen Turm von Pisa.
1982 wurde er Mitglied der Accademia dei Lincei. 1992 erhielt er den International Award of Merit in Structural Engineering.